# Kleinkahl
Kleinkahl là một đô thị nằm ở huyện Aschaffenburg, thuộc vùng hành chính Unterfranken, bang Bayern, Đức. Dân số nơi đây vào khoảng 1.800 người.